# Factor crítico de éxito

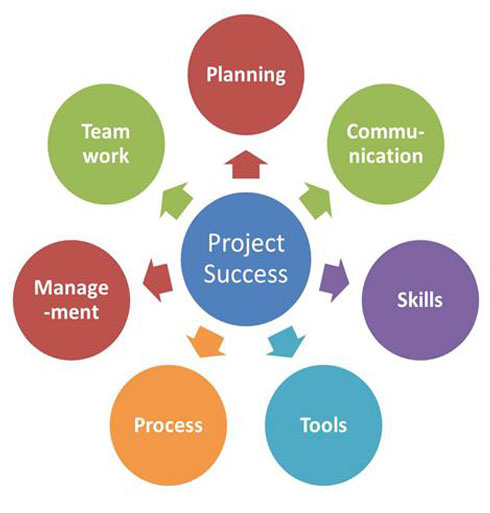
Las principales claves del éxito: planificación, comunicación, habilidades, herramientas, procesos, gestión y trabajo en equipo.

Un factor crítico de éxito (FCE) es un término de gestión que designa un elemento que es necesario para que una organización o proyecto alcance su misión. Un FCE es un factor o actividad crítico requerido para asegurar el éxito de una empresa u organización. El término fue usado inicialmente en el mundo del análisis de datos y el análisis de negocio. Por ejemplo, un FCE de un proyecto de tecnologías de la información puede ser la implicación del usuario.
Los factores críticos de éxito no se deben confundir con los «criterios» de éxito. Estos son los resultados de un proyecto o los logros de una organización necesarios para considerar que el proyecto ha sido un éxito o que la organización es exitosa. Los criterios de éxito se definen junto con los objetivos y pueden ser cuantificados mediante indicadores clave de rendimiento. Hay muchas herramientas para ayudar a implementar los factores críticos de éxito, como el lienzo del modelo de negocio, que ayudan a desarrollar con éxito un modelo de negocio o a alcanzar un objetivo concreto.

## Historia del concepto
El concepto de «factores de éxito» fue desarrollado por D. Ronald Daniel de McKinsey & Company en 1961. El concepto fue refinado y transformado en «factores críticos de éxito» por John F. Rockart entre 1979 y 1981. En 1995, James A. Johnson y Michael Friesen lo aplicaron a muchos sectores diferentes, incluida la asistencia sanitaria.

## Relación con las áreas clave de éxito
Los factores críticos de éxito son básicamente el medio principal para conseguir éxitos en una empresa, pero para que esto sea posible es necesario que estén acompañados por los factores clave de éxito, que necesitan ser personalizados en función del departamento; cada rol tiene su propia área clave de éxito. Estos métodos intentan lograr el éxito para la empresa basándose en estándares y reglas que tienen que ser seguidas paso a paso para garantizar un mejor servicio para los clientes o socios.
Las áreas clave de resultado se refieren a las reglas de un rol específico de una empresa. Este término resalta el ámbito del perfil del trabajo para el empleado, lo que le permite tener una mejor visión de su posible rol en la empresa. Las áreas clave de resultado diferirán entre sí en función del departamento. El área clave de resultado es un rol específico que cada departamento tiene que seguir para proporcionar los bienes y servicios en perfectas condiciones al cliente final o a otro departamento.

## Factores clave de éxito
En la gestión de proyectos, numerosos estudios transculturales distribuidos a lo largo de décadas han mostrado que los principales factores clave de éxito son los siguientes:
| Estrategia dominante                                                  |                          |
| Plan                                                                  |                          |
| --------------------------------------------------------------------- | ------------------------ |
| Definición clara del cuadro, objetivos, roles e impactos del proyecto | Claridad (transparencia) |
| Acceso a recursos financieros                                         | Eficacia                 |
| Establecer normas de calidad                                          | Eficacia                 |
| Calendario realista de tareas y actividades                           | Eficacia                 |
| Presupuesto equilibrado                                               | Eficacia                 |
| Procesos                                                              |                          |
| Metodología de trabajo formal                                         | Eficiencia               |
| Infraestructuras sólidas                                              | Eficiencia               |
| Personas                                                              |                          |
| Trabajo en equipo                                                     | Colaboración             |
| Competencias                                                          | Competencias (confianza) |
| Compromiso                                                            | Compromiso               |
| Poder                                                                 |                          |
| Gestores con experiencia                                              | Control y transparencia  |
| Sentido de justicia                                                   | Justicia                 |
| Estrategia de contingencia                                            |                          |
| Análisis de riesgos y vulnerabilidades                                | Eficacia y eficiencia    |

### Pasos para alcanzar los factores clave de éxito
La empresa tiene que ser consciente de que es esencial aunar los esfuerzos del equipo que trabajará con los factores críticos de éxito y de que es necesario tener empleados que propongan sus ideas y den feedback. Nunca debe olvidarse de tener numerosos marcos para examinar los elementos clave de sus objetivos a largo plazo. Antes de implementar el plan estratégico de la compañía, con sus factores críticos de éxito en mente, tiene que determinar qué factores son clave para conseguir su plan a largo plazo como organización.
En particular, destacan los siguientes aspectos:
- Habilidades. El líder tiene que estar entrenado y preparado para poner a la empresa en la senda del éxito. Algunas de las habilidades con las que debe contar son gestión financiera, marketing, servicio al cliente, comunicación y negociación, gestión y planificación de proyectos, liderazgo, resolución de problemas y trabajo en red.
- Comunicación. La empresa necesita aunar los esfuerzos de todo el personal, para que todos ellos den sus opiniones sobre lo que sería mejor para alcanzar su objetivo. La empresa tiene que prestar atención en dos partes del proceso de comunicación: las comunicaciones iniciales de lanzamiento, que establecerán los objetivos que deben alcanzarse, y las comunicaciones mientras se desarrolla el proyecto, que es la parte en la que progresan los factores clave de éxito.
- Planificación. Para usar los factores críticos de éxito todas las actividades tienen que ser planificadas, cómo las hacen los empleados y por qué. Se pueden usar herramientas para hacer que la planificación sea más rápida y fácil. Se puede planificar de forma separada una estrategia para cada departamento.
- Trabajo en equipo. Un buen trabajo en equipo es la clave del éxito; cuando todo el personal colabora eficazmente se pueden discutir más ideas y opiniones y descubrir la mejor manera para alcanzar el éxito.
- Proceso. Un proceso de negocio o método de negocio es un conjunto de actividades o tareas relacionadas y estructuradas realizadas por personas o equipos que, en una secuencia determinada, producen un servicio o producto para un cliente o unos clientes particulares (sirve un objetivo particular de negocio). Los procesos de negocio se producen en todos los niveles de la organización y pueden ser visibles o no para los clientes. Un proceso de negocio se puede modelizar con un diagrama de flujo de una secuencia de actividades con puntos de decisión entrelazados o con una matriz de proceso de una secuencia de actividades con reglas de relevancia basadas en datos del proceso. Entre los beneficios de usar procesos de negocio se encuentran la mejora de la satisfacción de los clientes y una mayor agilidad para reaccionar a cambios rápidos en el mercado.